# Pittsville (Wisconsin)
Pittsville és una població dels Estats Units a l'estat de Wisconsin. Segons el cens del 2000 tenia 866 habitants.

## Demografia
Segons el cens del 2000, Pittsville tenia 866 habitants, 331 habitatges, i 238 famílies. La densitat de població era de 167,2 habitants per km².
Dels 331 habitatges en un 39% hi vivien nens de menys de 18 anys, en un 57,7% hi vivien parelles casades, en un 9,7% dones solteres, i en un 27,8% no eren unitats familiars. En el 25,7% dels habitatges hi vivien persones soles el 12,1% de les quals corresponia a persones de 65 anys o més que vivien soles. El nombre mitjà de persones vivint en cada habitatge era de 2,6 i el nombre mitjà de persones que vivien en cada família era de 3,08.
Per edats la població es repartia de la següent manera: un 29,2% tenia menys de 18 anys, un 8,4% entre 18 i 24, un 30,8% entre 25 i 44, un 19,4% de 45 a 60 i un 12,1% 65 anys o més.
L'edat mediana era de 34 anys. Per cada 100 dones de 18 o més anys hi havia 97,1 homes.
La renda mediana per habitatge era de 36.750 $ i la renda mediana per família de 41.964 $. Els homes tenien una renda mediana de 30.500 $ mentre que les dones 20.625 $. La renda per capita de la població era de 16.257 $. Aproximadament el 2,2% de les famílies i el 5,4% de la població estaven per davall del llindar de pobresa.

## Poblacions més properes
El següent diagrama mostra les poblacions més properes.